# Crosslauf-Weltmeisterschaften 2011
Koordinaten: 37° 11′ 41″ N, 6° 58′ 16″ W
Die 39. Crosslauf-Weltmeisterschaften (englisch offiziell 39th IAAF World Cross Country Championships 2011) fanden am 20. März 2011 im spanischen Punta Umbría (Provinz Huelva) statt.
Die Ratsversammlung des Leichtathletik-Weltverbands IAAF vergab die Ausrichtung der Veranstaltung am 21. November 2009 in Monte Carlo.

## Ergebnisse

### Männer (12 km)

#### Einzelwertung
| Platz | Athlet                  | Land | Zeit (min) |
| ----- | ----------------------- | ---- | ---------- |
| 1     | Imane Merga             | ETH  | 33:50      |
| 2     | Paul Kipngetich Tanui   | KEN  | 33:52      |
| 3     | Vincent Kiprop Chepkok  | KEN  | 33:53      |
| 4     | Mathew Kipkoech Kisorio | KEN  | 33:55      |
| 5     | Geoffrey Kiprono Mutai  | KEN  | 34:03      |
| 6     | Stephen Kiprotich       | UGA  | 34:07      |
| 7     | Philemon Kimeli Limo    | KEN  | 34:21      |
| 8     | Hunegnaw Mesfin         | ETH  | 34:25      |

Von 122 gemeldeten Athleten gingen 120 an den Start und erreichten 113 das Ziel. Samuel Tsegay (ERI) und Abera Kuma (ETH) wurden wegen eines Gerangels auf der Zielgeraden nachträglich disqualifiziert. 
Teilnehmer aus deutschsprachigen Ländern: 
- 53: Philipp Bandi (SUI), 36:30 min
- 54: Steffen Uliczka (GER), 36:31 min

#### Teamwertung
| Platz | Land und Athleten                                                                                 | Gesamtpunktzahl und Einzelplatzierung |
| ----- | ------------------------------------------------------------------------------------------------- | ------------------------------------- |
| 1     | Kenia Paul Kipngetich Tanui Vincent Kiprop Chepkok Mathew Kipkoech Kisorio Geoffrey Kiprono Mutai | 14 02 03 04 05                        |
| 2     | Äthiopien Imane Merga Hunegnaw Mesfin Dino Sefir Feyisa Lilesa                                    | 38 01 08 12 17                        |
| 3     | Uganda Stephen Kiprotich Moses Ndiema Kipsiro Geofrey Kusuro Dickson Huru                         | 49 06 11 13 19                        |

Insgesamt wurden 17 Teams gewertet.

### Frauen (8 km)

#### Einzelwertung
| Platz | Athletin                    | Land | Zeit (min) |
| ----- | --------------------------- | ---- | ---------- |
| 1     | Vivian Jepkemoi Cheruiyot   | KEN  | 24:58      |
| 2     | Linet Chepkwemoi Masai      | KEN  | 25:07      |
| 3     | Shalane Flanagan            | USA  | 25:10      |
| 4     | Meselech Melkamu            | ETH  | 25:18      |
| 5     | Priscah Jepleting Cherono   | KEN  | 25:20      |
| 6     | Wude Ayalew                 | ETH  | 25:21      |
| 7     | Pauline Chemning Korikwiang | KEN  | 25:26      |
| 8     | Lineth Chepkurui            | KEN  | 25:28      |

Von 104 gemeldeten Athletinnen gingen 102 an den Start und erreichten 101 das Ziel.

#### Teamwertung
| Platz | Land und Athletinnen                                                                                         | Gesamtpunktzahl und Einzelplatzierung |
| ----- | --- | ------------------------------------- |
| 1     | Kenia Vivian Jepkemoi Cheruiyot Linet Chepkwemoi Masai Priscah Jepleting Cherono Pauline Chemning Korikwiang | 15 01 02 05 07                        |
| 2     | Äthiopien Meselech Melkamu Wude Ayalew Genzebe Dibaba Belaynesh Oljira                                       | 22 04 06 09 10                        |
| 3     | Vereinigte Staaten Shalane Flanagan Molly Huddle Magdalena Lewy-Boulet Blake Russell                         | 57 03 17 18 19                        |

Insgesamt wurden 15 Teams gewertet.

### Junioren (8 km)

#### Einzelwertung
| Platz | Athlet                    | Land | Zeit (min) |
| ----- | ------------------------- | ---- | ---------- |
| 1     | Geoffrey Kipsang Kamworor | KEN  | 22:21      |
| 2     | Thomas Ayeko              | UGA  | 22:27      |
| 3     | Patrick Mutunga Mwikya    | KEN  | 22:32      |

Von 110 gemeldeten Athleten gingen 109 an den Start und erreichten 106 das Ziel.

#### Teamwertung
| Platz | Land und Athleten                                                                                 | Gesamtpunktzahl und Einzelplatzierung |
| ----- | ------------------------------------------------------------------------------------------------- | ------------------------------------- |
| 1     | Kenia Geoffrey Kipsang Kamworor Patrick Mutunga Mwikya James Gitahi Rungaru Isiah Kiplangat Koech | 20 01 03 06 10                        |
| 2     | Äthiopien Bonsa Dida Fikadu Haftu Muktar Edris Yitayal Atnafu                                     | 24 04 05 07 08                        |
| 3     | Uganda Thomas Ayeko Jacob Araptany Peter Kibet Phillip Kipyeko                                    | 50 02 09 15 24                        |

Insgesamt wurden 17 Teams gewertet.

### Juniorinnen (6 km)

#### Einzelwertung
| Platz | Athletin       | Land | Zeit (min) |
| ----- | -------------- | ---- | ---------- |
| 1     | Faith Kipyegon | KEN  | 18:53      |
| 2     | Genet Yalew    | ETH  | 18:54      |
| 3     | Azemra Gebru   | ETH  | 18:54      |

Alle 92 gemeldeten Athletinnen gingen an den Start. 90 von ihnen erreichten das Ziel. 
Einzige Teilnehmerin aus einem deutschsprachigen Land war die Schweizerin Priska Auf der Maur (Platz 46, 21:37 min).

#### Teamwertung
| Platz | Land und Athletinnen                                                        | Gesamtpunktzahl und Einzelplatzierung |
| ----- | --------------------------------------------------------------------------- | ------------------------------------- |
| 1     | Äthiopien Genet Yalew Azemra Gebru Waganesh Mekasha Emebet Anteneh          | 17 02 03 04 08                        |
| 2     | Kenia Faith Kipyegon Janet Kisa Nancy Chepkwemoi Purity Cherotich Rionoripo | 19 01 05 06 07                        |
| 3     | Japan Katsuki Suga Tomoka Kimura Yuriko Kosaki Risa Yokoe                   | 75 12 13 23 27                        |

Insgesamt wurden 14 Teams gewertet.